# Feest van de Heilige Drie-eenheid
Trinitatis, Hoogfeest van de Heilige Drie-eenheid (Latijn: trinitas) of Drievuldigheidszondag is de kerkelijke naam voor de zondag na Pinksteren. Op drievuldigheidszondag viert de kerk de christelijke leer van de Drie-eenheid, God in drie Personen: de Vader, de Zoon en de Heilige Geest.
De zondagen tussen Trinitatis en Advent (vier weken voor Kerst) hebben als naam de rangorde na Trinitatis (Eerste zondag na Trinitatis, Tweede zondag na Trinitatis enz.). Deze benamingen worden in oude doopregisters weleens gebruikt in plaats van de gewone datum. Het aantal zondagen na Trinitatis is afhankelijk van de paasdatum.